# جون سميث (ممثل)
جون سميث (بالإنجليزية: John Smith)‏ هو ممثل أمريكي، ولد في 3 مارس 1931 بلوس أنجلوس في الولايات المتحدة، وتوفي بنفس المكان في 25 يناير 1995 بسبب نوبة قلبية.

## أعمال

### أفلام
- (1954) السامي والقوي
- (1955) نحن لسنا ملائكة
- (1956) إقناع ودي

## وصلات خارجية
- جون سميث على موقع IMDb (الإنجليزية)
- جون سميث على موقع أول موفي (الإنجليزية)
- جون سميث على موقع قاعدة بيانات الأفلام السويدية (السويدية)
- جون سميث على موقع إن إن دي بي (الإنجليزية)
- جون سميث على موقع قاعدة بيانات الفيلم (الإنجليزية)